# Maison de Milorad Pavlović
Ne doit pas être confondu avec Maison Pavlović.
La maison de Milorad Pavlović (en serbe cyrillique : Кућа Милорада Павловића ; en serbe latin : Kuća Milorada Pavlovića) est située à Belgrade, la capitale de la Serbie, dans la municipalité urbaine de Stari grad. Construite en 1884, elle est inscrite sur la liste des biens culturels de la Ville de Belgrade.

## Présentation
La maison du marchand Milorad Pavlović, située 11-13 rue Kralja Petra, a été construite en 1884 ; elle est composée de deux ensembles légèrement séparés, avec une seule entrée, avec un même toit unissant entités ; la façade des deux maisons est traitée de la même façon. L'architecte qui a conçu la maison est probablement Jovan Ilkić.
La rue Kralja Petra, dans son aspect commercial, requérait des boutiques situées au rez-de-chaussée ; le plus souvent, un étage résidentiel était situé au-dessus de la boutique. La maison de Milorad Pavlović a été conçue dans un style académique.